# مريم الفارسي
مريم محمد الفارسي (من مواليد 15 يناير 2008، بـدبي في الإمارات العربية المتحدة) هي عداءة إماراتية متخصّصة في سباقات الـ100 والـ400 متر، ولاعبة المنتخب الإماراتي لألعاب القوى. وهي بطلة الخليج في سباق 100 متر، وبطلة العرب في سباق 400 متر للشباب (تحت 20). شاركت في منافسات العدو 100 متر للسيدات في الألعاب الأولمبية الصيفية 2024 التي أقيمت في باريس، بفرنسا.

## مسيرتها
بدأت مريم كريم العدو في سن مبكّرة بتشجيع من عائلتها، وسجّلت تميزاً على صعيد العديد من البطولات المدرسية، قبل أن تنضمّ لاحقاً إلى المنتخب الإماراتي لألعاب القوى، حيث بدأت بتمثيل الإمارات في أكثر من مناسبة رياضية خارجية. وأبرزها دورة الألعاب الخليجية الأولى للشباب التي أقيمت بأبو ظبي خلال أبريل 2024، حيث فازت بالميدالية الذهبية في سباق 100م، وسجّلت رقماً جديداً للإمارات في سباق 200م من البطولة. كما شاركت في بطولة آسيا لألعاب القوى 2024 للشباب واحتلت المركز الرابع في سباق الـ400 متر حواجز. وخلال شهر مايو، فازت مريم كريم بذهبية سباق الـ400 متر من البطولة العربية لألعاب القوى 2024 للشباب.
واستطاعت مريم الفارسي تحقيق التأهّل إلى الألعاب الأولمبية الصيفية باريس 2024 ضمن منافسات ألعاب القوى، حيث مثلت دولة الإمارات في سباق العدو 100 متر للسيدات، واختتمت مشاركتها باحتلال المركز التاسع وتسجيل رقم شخصي قياسي جديد بـ(13.26) ثانية، وتعتبر هذه المشاركة هي أول مشاركة أولمبية لها.

## سجل المنافسة
| العام                          | المسابقة                                          | المكان                         | المركز                         | ملاحظة                         |                                |
| تمثيل الإمارات العربية المتحدة | تمثيل الإمارات العربية المتحدة                    | تمثيل الإمارات العربية المتحدة | تمثيل الإمارات العربية المتحدة | تمثيل الإمارات العربية المتحدة | تمثيل الإمارات العربية المتحدة |
| ------------------------------ | ------------------------------------------------- | ------------------------------ | ------------------------------ | ------------------------------ | ------------------------------ |
| 2024                           | بطولة آسيا لألعاب القوى 2024 للشباب (تحت 20)      | دبي                            | الرابع                         | 400م حواجز                     | 59.33                          |
| 2024                           | دورة الألعاب الخليجية الأولى للشباب 2024          | دبي                            | الأول                          | 100م                           | 13.04                          |
| 2024                           | البطولة العربية لألعاب القوى 2024 للشباب (تحت 20) | مصر                            | الأول                          | 400م                           | 54.69                          |
| 2024                           | ألعاب القوى في الألعاب الأولمبية الصيفية 2024     | باريس                          | 9                              | 100م                           | 13.26                          |